# It Is Night
It Is Night – debiutancki album studyjny polskiego zespołu blackmetalowego Valinor. Płyta ukazała się w 2001 roku nakładem własnym zespołu, a w 2003 została wydana ponownie za pośrednictwem wytwórni Apocalypse Production.  Materiał został nagrany w sanockim Studio Manek.

## Lista utworów
Opracowano na podstawie materiału źródłowego:
| 01. | ...God or God?             | 05:48 |
|     |                            |       |
| 02. | In the Mist... Part I      | 04:47 |
|     |                            |       |
| 03. | The World and the Dream    | 05:34 |
|     |                            |       |
| 04. | It is Night                | 04:37 |
|     |                            |       |
| 05. | In the Mist... Part II     | 04:47 |
|     |                            |       |
| 06. | In the Mist... Part III    | 04:39 |
|     |                            |       |
| 07. | Chasing the Moral's Luxury | 05:36 |
|     |                            |       |
| 08. | Falseness and Struggle     | 03:49 |
|     |                            |       |
| 09. | Your Love                  | 06:42 |
|     |                            |       |
|     |                            | 46:19 |
|     |                            |       |

## Twórcy
W nagraniu albumu uczestniczyli:

- Ernest Garstka - gitara
- Piotr Rucki - gitara
- Rafał Rucki - gitara basowa
- Jakub Głąb - wokal
- Andrzej Trzaskuś - perkusja
- Agnieszka Pietrucha - chórek
- Agnieszka Wyszyńska - chórek
- Agata Kozioł - chórek
- Paulina Szczygielska - chórek
- Marcin Madro - instrumenty klawiszowe
- Krzysztof Goraj - instrumenty klawiszowe